# Slivka, Smolean
Slivka (în bulgară Сливка) este un sat în comuna Banite, regiunea Smolean,  Bulgaria. 

## Demografie
Componența etnică a satului Slivka
     Bulgari (59,09%)
     Nicio identificare (40,9%)
     Altele (0%)
La recensământul din 2011, populația satului Slivka era de 22 locuitori. Din punct de vedere etnic, majoritatea locuitorilor (59,09%) erau bulgari. Pentru 40,9% din locuitori nu este cunoscută apartenența etnică.